# Михайленко Олександр Романович
Олекса́ндр Рома́нович Михайленко (нар. 25 травня 1935) — заслужений юрист України (1996), відмінник освіти, почесний працівник прокуратури, доктор юридичних наук, професор.

## З життєпису
Народився 1935 року в селі Піски (Іванківський район). Від 1951 року працював у Київському річковому порту, згодом — в шахті ім. Лутугіна, пройшов строкову службу в РА. 1962 року закінчив Саратовський юридичний інститут ім. Д. І. Курського. Працював під керівництвом Альтера Ципкіна і Василя Чеканова. Протягом 1962—1968 років працював слідчим, старшим слідчим прокуратури міста Керч. З 1968 по 1971 рік навчався в аспірантурі Саратовського юридичного інституту. 1971 року захистив кандидатську дисертацію «Питання теорії та практики порушення кримінальної справи в радянському кримінальному процесі», в тому ж інституті працював викладачем, старшим викладачем і доцентом кафедри радянського кримінального процесу. 1977-го здобув звання доцента, 1979 року прийнятий доцентом кафедри кримінального права і процесу Київського державного університету ім. Т. Г. Шевченка.
1987 року закінчив факультет підвищення кваліфікації при Московському державному університеті ім. М. В. Ломоносова. 1990-го захистив дисертацію доктора юридичних наук «Проблеми забезпечення законності на попередньому слідстві в радянському кримінальному процесі. Теорія та практика». 1992 року здобув вчене звання професора, від 1998 року — професор, завідувач кафедри процесуального права Інституту адвокатури. З 2006 року — завідувач кафедри теорії прокурорської діяльності та кримінального процесу.
Від 2009 року очолює кафедру приватноправових дисциплін (Університет сучасних знань) та продовжує працювати професором кафедри правосуддя Київського національного університету.
У співавторстві довів, що прокуратура в Україні існувала у козаків вже в допетровський період.
Під його керівництвом захищено 9 кандидатських дисертацій.
Є автором 352 наукових та навчально-методичних праць, співавтор «Юридичної енциклопедії» (1998—2004) та науково-практичного коментаря Кримінально-процесуального кодексу України.
Нагороджений медалями «У пам'ять 1500-річчя Києва» (1982), «Ветеран праці» (1987), «За працю і звитягу» (2008); подякам РМ СРСР (1971), Міністерства освіти СРСР (1984), Почесними грамотами Міністерства освіти УРСР (1985) та України (1995), Національної академії Служби безпеки України (2006); знаками «Відмінник освіти України» (2002), «Почесний працівник прокуратури України» (2004), «Подяка за сумлінну службу в органах прокуратури», подякою Голови СБУ (2005); ювілейною відзнакою юридичного факультету Київського національного університету ім. Тараса Шевченка (2005); преміями та дипломами.
Капітан запасу юридичного складу (із забезпечення авіаційних частин).
Серед робіт:
- «Порушення кримінальної справи в радянському кримінальному процесі», 1975
- «Провадження кримінальних справ в суді», 1992
- «Основи правознавства», 1997
- «Розслідування злочинів: законність та забезпечення прав громадян», 1999
- «Строки та інші часові параметри в кримінальному процесі України», 2000
- «Складання процесуальних документів у кримінальних справах», 2000
- «Прокуратура Франції, ФРН, Великої Британії, США», 2001
- «Прокуратура України», 2005
- «Принципи організації та діяльності органів прокуратури України», 2005, у співавторстві
- «Забуте ім'я студента юридичного факультету Київського Імператорського університету Святого Володимира», 2009
- «До сутності плебсології та запобігань заворушенням», 2010.